# Marc Martínez i Rodríguez
Marc Martínez i Rodríguez   (Barcelona, 19 de gener de 1966) és un actor català.

## Biografia
Fill d'una perruquera i d'un ebenista, va néixer al barri del Raval de Barcelona. Es va formar al Col·legi de Teatre i a l'Institut del Teatre, i al final de la dècada dels 1980 va començar la seva trajectòria professional com a actor de cinema, televisió i teatre.
Al cinema va estrenar-se amb El complot dels anells (1989), de Francesc Bellmunt, al costat d'Ariadna Gil. Des d'aleshores ha participat en el rodatge de més d'una vintena de pel·lícules (algunes en català i d'altres en castellà), com ara Historias de la puta mili (1994, de Manuel Esteban), Terra i llibertat (1995, de Ken Loach), El cónsul de Sodoma (2009, de Sigfrid Monleón) i La vida empieza hoy (2010, de Laura Mañá).
El debut en televisió el va fer a TV3, el 1989, presentant el concurs infantil Matraca, no!, i més endavant va presentar a TVE el programa juvenil No me cortes (1993), dirigit per Aurora Claramunt. També ha interpretat personatges fixos a diverses sèries, entre altres a Éste es mi barrio (Antena 3, 1996-97), Sitges (TV3, 1997), Petra Delicado (Telecinco, 1999), Abuela de verano (TVE, 2005), El mundo de Chema (Cuatro, 2006) i Luna, el misterio de Calenda (Antena 3, 2012-13). El seu paper de Marc Ramos "el mataiaies" a Nit i dia (TV3, 2016-2017) va ser especialment popular. El 2017 va participar en la telenovel·la de TV3 Com si fos ahir.
En teatre ha actuat, entre d'altres, sota la direcció de Mario Gas, Joan Ollé o Lluís Pasqual. Per la seva participació en Tot esperant Godot (1999) va rebre el Premi Max al millor actor de repartiment i el Premi Butaca al millor actor teatral de repartiment. El 2016 va estrenar el monòleg autobiogràfic Mal Martínez, humor i hòsties amb El Terrat.
També ha fet de director de teatre, per exemple dirigint Clara Segura a Conillet.

A més, el 1999 va gravar el disc El bolero del Raval, dedicat al barri on va créixer. No està gaire content amb els canvis que ha patit el barri des de fa anys:
| « | La veritat és que ho passo malament quan veig en què s'ha convertit el Raval. Fa molta pena. Jo sóc un nen de barri, que s'estima molt Barcelona i especialment el nucli antic, i veig com ja vam explicar al “Super Rawal” que s'ha acomplert el que vam dir que passaria. S'ha jugat amb la terra i les persones, i el barri és un parc temàtic. Vam ser testimonis d'un procés de gentrificació fastigós que afecta la gent originària del poblet del Raval, perquè era com un poblet. Ara s'hi fa molt difícil la convivència. El barri no evoluciona sinó que es transforma a cops de decret, i això fa que la gent acabi fotent el camp perquè se senten abandonats i deixats de la mà de Déu. El que es va fer per construir la Rambla del Raval va ser un crim per la gent humil que hi vivia, i ara quan m’hi passejo no me’l sento tan meu. L'estimes perquè el barri són les persones i no els edificis, i els meus pares encara hi viuen, però la identificació és mínima. | » |

## Actor de teatre
- Urtain (2009)
- La plaça del diamant (2008)
- La fam (2006)
- Ets aquí? (2005)
- Fortuna accidental (2004)
- The Full Monty (2002)
- Un tramvia anomenat Desig (2001)
- El criat (2000)
- Tot esperant Godot (1999)
- Así que pasen cinco años (1998)
- Zowie (1997)
- Martes de carnaval (1995)
- Golfus de Roma (1995)
- Pizza-man (1994)
- Cabaret (1993)
- Línia roja (1990)
- Los ochenta son nuestros (1989)
- Vint x vint (1989)
- Tira't de la moto (1988)